# Мараварман Сундара Пандья I
Мараварман Сундара Пандья I (д/н — 1238) — володар держави Пандья у 1216—1238 роках. Відновив імперський статус держави.

## Життєпис
Син володаря Вікрама Пандьї. 1216 року посів трон після смерті брата Джатавармана Куласекхара. Невдовзі після цього підняв повстання проти паракесарі Кулотунги Чола III, якому завдав поразки, захопивши провідні міста Тханджавур і Вораіюр. Правитель Чола з родиною вимушен був тікати на північ. Щоб відсвяткувати свою перемогу, він виконав вірабішеку («помазання героїв») у коронаційному залі Чоласа (мудікондасолапурам) в Айратталі.
За цим рушив до священного міста Чідамбарам, розбив табір біля Понамараваті, де відзначив свої перемоги над Чола, провівши обряд тулабарам. Також викарбував монети з титулом Сонадугондан (Завойовник країни Чола). Прийняв почесні титули «каліюгараман» і «адісаяпандіядеван».
Втім під тиском Віра Балали II, правителя держави Хойсалів, погодився повернутися власні землі Чола Кулотунзі III. Натомість той 1217 року визнав зверхність Маравармана Сундари I.
В подальшому скористався слабкістю чоланського володаря Раджараджи III розширив кордони Пандья на схід. Діяв спільно з державою Кадава, протистояв намірам держави Хойсалів посилити свій вплив. 1225 року спільно з Копперунчінгою I, правителем Кадава, в битві біля Шрірангама завдав поразки орійським найманцям, що вдерлися в межі Чоли.
1231 року Мараварман Сундара Пандья I не узгодив військові дії з Копперунчінгою I, внаслідок чого вони окремо виступили проти Віра Нарасімхи II, правителя Хойсалів, який спочатку завдав поразки військам Кадамби, а потім у битві на річці Кавері переміг Маравармана Сундара Пандью I.В результаті останній відмовився повністю приєднати землі Чола до своїх. Було у кладено мирну угоду, закріплено шлюбами між усіма династіями.
Помер 1238 року. Йому спадкував син або небіж Джатаварман Куласекхар II.